# Francisco Pereira Martínez
José Francisco Ramón Vicente Pablo Pereira Martínez (Cartago, 1783 - Tocaima, 20 de agosto de 1863), fue un terrateniente, abogado, naturista y político colombiano. Se le considera uno de los precursores de la independencia de Colombia. La ciudad de Pereira fue nombrada en su honor.

## Biografía
Nacido en Cartago, actual Valle del Cauca,  hijo del español de origen portugués Juan Angel Pereira (Pereyra) y Miranda y la española Josefa Martínez Bueno. Casado en 1823 con María Dionisia de la Paz de Gamba y Valencia (8 de octubre de 1800 - ).

## Trayectoria política
Durante la guerra de Independencia decidió dejar sus estudios y partir al Cauca, donde sirvió como secretario de la junta suprema de Gobierno instalada provisionalmente en Quilichao y luego de la Asamblea Constituyente de Popayán, cargo desde el que apoyó la expedición de Antonio Baraya que liberaría a Popayán en 1811.
En Santafé de Bogotá vivió oculto con la ayuda del padre David Mauricio de Omaña. Aprovechando su clandestinidad, retomó sus estudios en derecho civil y canónico y obtuvo el grado de doctor en derecho civil en 1814.
Una vez conseguida la independencia de la Nueva Granada, fue Juez Letrado y el vicepresidente Santander lo destinó a organizar los pensum universitarios y a trazar el plan general de la enseñanza. Miembro del Congreso Constituyente en 1821 y Magistrado de la Corte Suprema hasta 1828 y también del Congreso de Bogotá en 1823 y 1827 y de la Convención de Ocaña en 1828. Alcanzó un importante futuro como político, teniendo estrechos vínculos con Simón Bolívar, Antonio José de Sucre y José María Obando. 
Obligado a hacer parte del juicio y dar sentencia a los conspiradores del 25 de septiembre, como miembro de la Alta Corte, y estando en desacuerdo con la extrema severidad de las medidas, decidió renunciar a dicho cargo con lo que se ganó la enemistad de Bolívar. Luego de la victoria de Urdaneta fue nombrado intendente de Cundinamarca, cargo que Pereira rechazó. Fue ministro del Interior y Relaciones Exteriores y Justicia durante los gobiernos de José María Obando y del de Caicedo; Consejero de Estado en 1823, redactó los códigos que rigieron hasta la implantación de la Federación. Fue en varias ocasiones miembro del Congreso, desde donde apoyó la apertura de los caminos del Quindío, Marcopán y Tamaná, y la creación del Colegio Académico de Cartago en 1839. Pereira recibió bonos por servicios prestados al Ejército durante la Independencia, con ellos adquirió grandes terrenos cerca de Ibagué. 
Pereira no aceptó en 1840 la proclamación de su candidatura a la Presidencia de la República.
Francisco murió en Tocaima, en compañía de Manuel Uribe Ángel, quien era su doctor.

## Terrateniente
En 1825, Pereira Martínez inició la compra de predios en la zona norte de la provincia del Cauca a la Nación, teniendo siempre la intención de fundar allí una ciudad. Los datos de algunos autores establecen que poco menos de 10 000 hectáreas en la actual Risaralda, le habrían costado $4.234. Buena parte de estas compras de predios fueron realizadas a través de la casa “Pereira Gamba”, la cual recibió entre 1855 y 1866, de parte de la Nación, 11.850 hectáreas de baldíos; él personalmente, en dicho periodo, recibió en la provincia de Cartago, 2.710 hectáreas.
La tradición menciona que el padre Remigio Antonio Cañarte se propuso convertir en realidad de forma póstuma el sueño de su amigo Francisco Pereira, liderando la fundación de un pueblo con el nombre de Pereira en terrenos donados por su hijo Guillermo Pereira Gamba ubicados en el lugar de la vieja Cartago.
Al morir, su herencia se repartió de la siguiente manera: a su esposa le correspondieron 1.350 hectáreas y a sus hijos Nicolás, Próspero, Guillermo, Mercedes y Benjamín 270 hectáreas cada uno (Emilio murió antes).